# Csaplár Benedek
Csaplár Benedek (eredeti nevén Csaplár Gáspár) (Dunaszerdahely, 1821. január 3. – Budapest, 1906. augusztus 19. piarista tanár, irodalomtörténész, néprajzi gyűjtő, „a magyar folklórnak egyik legelső, nem eléggé ismert munkása”; a Magyar Tudományos Akadémia levelező tagja.

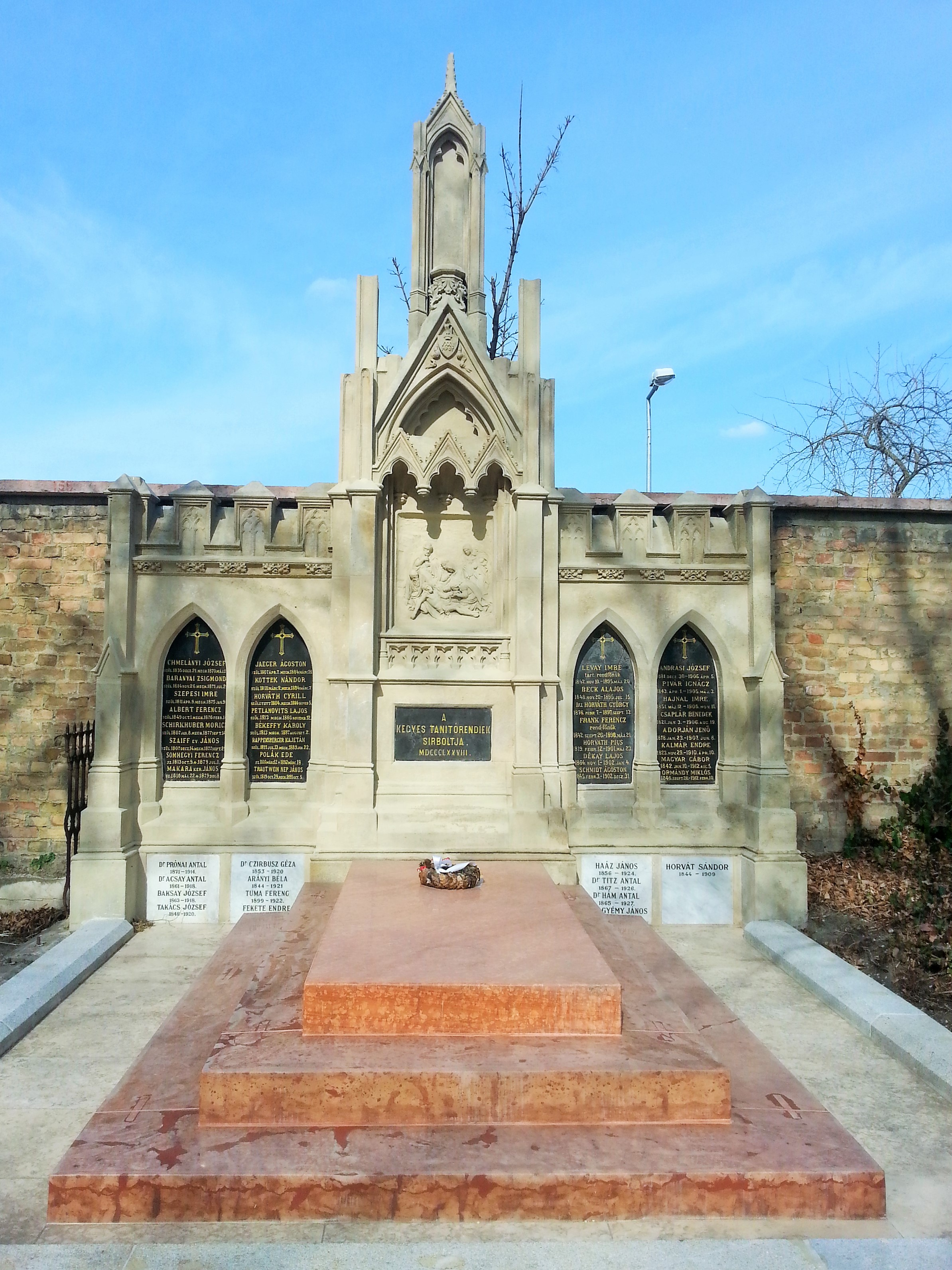
Sírja a Fiumei úti sírkertben a Piarista rend sírboltjában (Bal oldali falsírboltok, 155)

## Pályája
Csaplár Ignác és Dobos Erzsébet fia. Iskoláit az Érsekújvárban, Pozsonyban, valamint három évig Nagyszombatban a Benedek-rendiek gimnáziumában folytatta; itt ismerkedett meg Reguly Antallal, akivel húsz évvel később a magyar mitológia kérdésében újra fölvette a kapcsolatot. 1836-ban belépett a piarista rendbe és a Gáspár helyett felvette a Benedek nevet; ekkor már írt latin elégiákat és a német irodalommal is megismerkedett. Tanított Privigyén, Podolinban és Besztercén, közben elsajátította a francia nyelvet. 1841–1843-ban Kolozsvárott a bölcsészetre járt, utána Nyitrán teológiát tanult, közben a magyar irodalom tanulmányozásához fogott; a Dugonics Társaságban működött és Platón műveit fordítgatta. 1846-tól Kolozsvárott tanított. Ezután szüleihez költözött és a görög nyelv tanulásával foglalkozott.
1849. áprilistól Magyaróváron, majd Pozsonyszentgyörgyön tanítóskodott. 1851-ben itt ismerkedett meg Ipolyi Arnold zohori plébánossal, akinek Magyar mythológiájához jelentékeny anyaggal járult hozzá. Közös műemléki és néprajzi felderítőútjaikról a Vasárnapi Ujságban rendszeres beszámolók jelentek meg.
1851–52-ben Léván magyar és görög nyelvet és történelmet, 1852–53-ban Nyitrán görög, magyar és német nyelvet tanított. 1853–54-ben Szegedre került, ahol 14 évig a piarista gimnázium felsőbb osztályaiban oktatott. Itt tanítványait is bevonta a néphagyományok, népmesék gyűjtésébe. Szeged történetének megírására buzdított, ő maga az egyház és tanügy történetét kutatta. 1854-ben a nyári szünet két hónapját Bécsben töltötte. 1867-ben a tatai gimnázium igazgatója lett, majd elöljárói 1870-ben a pesti társházba rendelték, hogy a rend történeti adatait kutassa.
Az MTA 1886-ban levelező tagjai sorába, 1887-ben a vatikáni okirattár szerkesztő bizottsága is tagjává választotta; a Magyar Történelmi Társulat igazgató-választmányi és a Szent István Társulat tudományos és irodalmi osztályának is tagja volt.
1906. augusztus hó 13-án a 85 éves papot esti sétájáról hazatérőben egy gázgyári munkás megtámadta, és olyan súlyosan inzultálta, hogy augusztus 19-én belehalt sérüléseibe. A Fiumei úti sírkert régi Piarista kriptájában nyugszik.

### Cikkei
Történelmi, irodalomtörténeti, esztétikai, nevelésügyi más tárgyú cikkei különböző lapokban és folyóiratokban jelentek meg: Pesti Napló (1851, 1853-59), Uj M. Muzeum (1852, 1859-60), Családi Lapok (1854), M. Nyelvészet (1855-56), M. Sajtó (1855-56, 1858-60), Szegedi gymnasium Évkönyve (1856, Önképzési irányzatok), Vasárnapi Ujság (1859, Ipolyi Arnold életrajza), Szegedi Hiradó (1861-62, 1864-65), Idők Tanúja (1862, 1864-67), Religio (1862, 1870), Szépirodalmi Figyelő (1862), Koszorú (1864), M. Sion (1863-64, 1867-68. 1873), M. Alföldi Képes Könyvtár (1864-65), Kath. Néplap (1865, Kiss Károly akad. tag életrajza), Szeged (1865-67), Tanodai Lapok (1867, 1870), Szegedi Néplap (1867), Egri Egyházmegyei Közlöny (1869), Egri Népkönyvtár (1863), M. Állam (1869, 1871, 289. Nevelési s oktatási fogyatkozásaink, 1872, 284: Az oktatásügy új phasisa, 1873. 9. Óvszerek a társadalom veszélyei ellen, 1877. 214. Schirkhuber Móricz életrajza, 1890, 246-49. 253. 270. 287. Nefelejts szálak Simai Kristóf emlékére), Reform (1870), Népiskolai Lapok (Szatmár, 1870), Szabad Egyház (1871), M. Nyelvőr (1872), Századok (1874-75), Népiskola (Eger, 1875), Tájékoztató (1876), Figyelő (II-XXVI. 1877-89), a bécsi Gemeinde Zeitung (1889, Konarski Szaniszló élete), Kath. Egyházi Közlöny (1890).

## Emlékezete
- 2016 emléktábla, Dunaszerdahely (Lebó Ferenc műve)[9]
- Csaplár Benedek Városi Művelődési Központ, Dunaszerdahely
- Csaplár Benedek Adattár
- Emlékév 2016 Dunaszerdahely
- Csaplár Benedek utca, Szeged
- Csaplár Benedek utca, Dunaszerdahely

## Művei
- Platon munkái. Kolozsvár, 1845 (Bevezetésekkel és jegyzetekkel)
- Buzgó óhajtás nemzeti hagyományaink, különösen a tájszó-gyűjtés ügyében. Pest, 1858 (Különnyomat a P. Naplóból)
- Nefelejts koszorú Dugonics András siremlékére. Szeged, 1859 (Karcsai G. névvel. Különnyomat a Szegedi Hiradóból)
- 1859 Dugonics András emléke. Szegedi Hiradó
- Szeretet viszhangja Rohrer Antal szegedi gymnasiumi igazgató-tanár sirja fölött. uo, 1860 (C. B. G.-tól. Különny. a Szegedi Hiradóból)
- A nemzet nagy halottja (Széchenyi István) uo. 1860 (Karcsai G. Különny. a Szegedi Hiradóból)
- A nemzeti mivelődés alapja. uo, 1861 (Karcsanyéki G. névvel. Ism. Szépirodalmi Figyelőben Salamon F.)
- Egy év előtt és most (Széchenyi István kimultának évfordulóján. uo. 1861, Karcsanyéki G. Különnyomat a Szegedi Hiradóból)
- Emlékeztetés Dugonics András munkás pályájára. uo. 1861 (Karcsanyéki G. Különnyomat a Szegedi Hiradóból)
- Elmélkedés társadalmi viszonyaink fölött. uo. 1861 (Karcsanyéki G. Különny. a Szegedi Hiradóból. Ism. Korunk, 1862)
- Igénytelen eszmék társadalmi ügyeink körül. uo. 1862 (Karcsanyéki G. Különny. a Szegedi Hiradóból)
- A szegedi iparoslegényegylet I. évi Értesítvénye. uo. 1862 (Különny. a Szegedi Hiradóból)
- A magyarországi kegyes tanítórend történetének tervrajza. Pest, 1871
- Jó tanácsok a nép szellemi s anyagi jóllétének előmozdítására. Közlik Székhalmi Szabó Mihály és E. A. G. Pest, 1872. (Szent-István-Társulat Házi Könyvtára V.)
- A korszellem. C. B. Vác, 1874 (Különny. a váczi gymnasium Értesítőjéből)
- Az idő intései. Bpest, 1874 (Elmélkedés társadalmi viszonyaink fölött, előadva a Szt-László-Társulat 1874. nov. 18. közgyűlésén)
- 1873-1875 Petőfi és Jókai szelleméről. Katholikus Hetilap
- Epistola ad Polonos historiae et literaturae polonicae peritos. uo, 1877 (Kőnyomat. Felhivás a Konarski Szaniszló élettörténetére vonatkozó adatok végett)
- Kegyeletes emlékezés a kegyes tanítórend nehány áldott emlékű boldogultjára. uo, 1879 (Különny. a M. Államból)
- Révai Miklós élete I-IV. kötet. uo. 1881-89 (Befejezetlen)
- Ányos Pál egyházi beszéde, melyet sz. Háromság ünnepén mondott 1783-ban Abán; az eredeti kéziratból átirva, sajtó alá rendezte és előszóval ellátva kiadta. uo, 1888
- 1891 Simai Kristóf pályája kezdetén. Irodalomtörténeti Közlemények
- A Horányi Elek tervezte "Hazafiúi Magyar Társaság". Bpest, 1899

Álnevei és jegyei az említetteken kivül: Árpádfi G., Füzesi, Edényi Márton, Etelközi A. G., Pusztaszeri J., Magánlaki A. G., Ürmös Dániel, Cs. B., K-i, K., 6+6. stb.
Levelezése Ipolyi Arnolddal az Ipolyi Gyűjteményben található.

## Gyűjtései
- A part alatt, népdal